# Les Vacances de l'apprenti
 (janvier 2018).
Si vous disposez d'ouvrages ou d'articles de référence ou si vous connaissez des sites web de qualité traitant du thème abordé ici, merci de compléter l'article en donnant les références utiles à sa vérifiabilité et en les liant à la section « Notes et références ».
Pour plus de détails, voir Fiche technique et Distribution.
Les Vacances de l'apprenti (عطلة لبرانتي, Eutlat biranti) est un film algérien réalisé par Benamar Bakhti, sorti en 1999. Ce long-métrage est dédié au défunt acteur Hadj Abderrahmane, qui a interprété le personnage de l'inspecteur Tahar dans les années 60 et 70.

## Synopsis
L'ancien coéquipier du célèbre Inspecteur Tahar va mener sa dernière enquête dans la ville de Béjaia, mais la surprise à la fin est inattendue.

## Fiche technique
- Titre français : Les Vacances de l'apprenti
- Titre original : عطلة لبرانتي (Eutlat biranti)
- Réalisation : Benamar Bakhti
- Scénario : Benamar Bakhti
- Photographie : Sid-Ali Halou
- Costumes : Tassaadith Maatki et Isabelle Blanc
- Musique : Zahir Adjou
- Production : Mohamed Ben Aidja
- Sociétés de production : ENTV & Capritour
- Sociétés de distribution : Télévision Algérienne
- Pays d'origine : Algérie
- Langues originales : arabe
- Format : Couleurs - 2,35:1 - 35 mm
- Genre : Comédie et Policier
- Durée : 90 minutes
- Date de sortie : Algérie : 1999

## Distribution
- Yahia Benmabrouk : L'apprenti, L'inspecteur Yahia
- Biyouna
- Antar Hallal : L'inventeur
- Smail Aissaoui : L'apprenti
- Hakim Dekkar : Emilio
- Youssef Meziani : Escapade 1
- Mustapha Berrour : Le commissaire
- Linda Yasmine : Lily
- Mourad Zirouni :
- Aziz Dekka : étudiant 3 dans la police
- Madani Meslem : étudiant 2 dans la police
- Yacine Bendjemiline : Escapade 2
- Naïma Ababsa
- Mourad Fellouhi